# Ciepielów (Mazovie)
Pour les articles homonymes, voir Ciepielów.
Ciepielów (prononciation : [t͡ɕɛˈpjɛluf]) est un village polonais de la gmina de Ciepielów dans le powiat de Lipsko de la voïvodie de Mazovie dans le centre-est de la Pologne.
Il est le siège administratif (chef-lieu) de la gmina appelée gmina de Ciepielów.
Il se situe à environ 12 kilomètres au nord-ouest de Lipsko (siège du powiat) et à 115 kilomètres au sud de Varsovie (capitale de la Pologne).
Le village possède approximativement une population de 770 habitants.

## Histoire
De 1548 jusqu'en 1870, Ciepielów avait le statut de ville.
Au début de la Seconde Guerre mondiale, des prisonniers de guerre polonais y ont été massacrés par la Wehrmacht en septembre 1939 (massacre de Ciepielow). En décembre 1941, un petit ghetto a été créé en Ciepielów par les autorités allemandes ; en octobre 1942 toute la population de ce ghetto, environ 600 personnes, a été envoyée dans les chambres à gaz du camp d'extermination de Treblinka.
De 1975 à 1998, le village appartenait administrativement à la voïvodie de Radom.